# Lars Harmsen
Lars Harmsen (* 1964 in Hannover) ist ein deutscher Typograph, Grafiker und Designer. Schwerpunkt seiner Arbeit ist Typografie, Corporate- und Editorial Design sowie Marke im Raum. Er lebt und arbeitet derzeit in München und Dortmund.

## Leben
Nach einer Ausbildung als Druckvorlagen-Hersteller studierte Lars Harmsen visuelle Kommunikation in Basel und an der Hochschule Pforzheim. Während seiner Studienzeit gründete er 1995 die Designagentur MAGMA in Karlsruhe.
Seit 2011 ist er Professor für Kommunikationsdesign und Editorial Design an der Fachhochschule Dortmund. Im Winter 2012 initiierte er gemeinsam mit Ulrike Brückner und Alexander Branczyk die studentische Design-Plattform Sugarscroll. 2018 war er Associate Professor für Kunst und Design an der American University of Sharjah. Weiterhin ist er als einer der Herausgeber und Gründer der Publikation Slanted (seit 2014 zusammen mit Julia Kahl) und als Autor für diverse Design- und Typografie-Publikationen tätig.
Seit 2014 ist er Partner und Kreativdirektor von Melville Brand Design, München.  Er ist Begründer von Volcano-Type, einem Handelsunternehmen für digitale Schriften, Herausgeber von Slanted Publishers, und leitet das gemeinschaftliche Siebdruck-Projekt Poster Rex (gegründet 2014 mit Markus Lange).
Harmsen ist Jury-Mitglied verschiedener Design- und Typographie-Preise (Biennale Brno, Descom).

## Auszeichnungen
2013 wurde er in Silber als Visual Leader des Jahres (LeadAward) für seine Arbeit an Slanted, ADC, Adidas, Bayerischer Rundfunk, Prestel Verlag, Seven One Media und das Vitra Design Museum ausgezeichnet.
2019 gewann Harmsen im Rahmen des ADC-Festivals Silber für die Slanted Ausgaben Tokyo und Bronze für die Ausgabe Dubai.

## Publikationen
- Christian Ernst, Lars Harmsen, André Rösler, Ulrich Weiss: Bastard: Choose My Identity. ISBN 84-96540-15-4, S. 396.[16]
- Horst A. Friedrichs, Lars Harmsen: Pride and Glory: The Art of the Rocker's Jacket. daab Verlag, ISBN 978-3-942597-20-3, S. 424.[17][18]
- Slanted Magazine. Slanted Publishers, ISSN 1867-6510.
- Florian Gärtner, Lars Harmsen, Ulrich Weiß: Typo Lyrics: The Sound of Fonts. Birkhäuser, ISBN 978-3-0346-0366-9, S. 207.[19]
- Raban Ruddigkeit, Lars Harmsen: Typodarium 2020. Hermann Schmidt Verlag, Mainz, S. 384.[20]
- Raban Ruddigkeit, Lars Harmsen, Oliver Seltmann: Photodarium 2020. Seltmann & Söhne, ISBN 978-3-946688-59-4, S. 380.[21][22]
- Horst A Friedrichs, Lars Harmsen, Nora Manthey: Coffee Style. Prestel Verlag, ISBN 978-3-7913-8320-0.[23]
- Raban Ruddigkeit, Lars Harmsen: H-O-T - Histories of Tomorrow. Hrsg.: Raban Ruddigkeit, Lars Harmsen. Coblisher, Berlin.[24][25]
- Christian Ernst, Lars Harmsen, André Rösler, Ulrich Weiss: Versus. Die Gestalten Verlag, ISBN 978-3-89955-041-2, S. 216.[26]